# George Gerbner
George Gerbner, Gerbner György (Budapest, 1919. augusztus 8. – Philadelphia, 2005. november 25.) magyar származású kommunikáció kutató, a kultivációs elmélet atyja. 1939-ben az Egyesült Államokba emigrált.

## Életrajz
Felsőfokú tanulmányait a Kaliforniai Egyetemen kezdte, majd 1942-ben újságírói diplomát szerzett a Berkeley-i Kaliforniai Egyetemen, mindeközben a San Francisco Chronicle-nél dolgozott, mint újságíró, rovatvezető és pénzügyi szerkesztő asszisztens. 1943-ban belépett az amerikai hadseregbe. Csatlakozott a stratégiai szolgáltatások irodájához, ahol elismerték tevékenységét. A seregtől végül hadnagyi rendfokozatban szerelt le.
Miközben az amerikai hadsereg tagjaként Magyarországon dolgozott 1946-ban, megismerkedett Kutasi Ilona színésznővel, akit később feleségül vett. Két fia és öt unokája született.
A háború után szabadúszó újságíróként és publicistaként dolgozott, mellette pedig a John Muir College-ban (ma Pasadena City College) tanított. Mindeközben megszerezte a mester- (1951) és a doktori (1955) kommunikációs diplomáját az Észak-Kaliforniai Egyetemen. Disztertációjának címe: Toward a General Theory of Communication (A kommunikáció általános elméletének irányába), mellyel elnyerte az USC díjat a legjobb dolgozat kategóriában.
1964-1989 a Pennsylvaniai Egyetem Annenberg Kommunikációs Iskolájának (University of Pennsylvania The Annenberg School of Communications) dékánja és professzora, amely munkásságának köszönhetően a médiakutatás egyik fellegvárává vált az Egyesült Államokban.
1974 és 1989 között a Journal of Communications, az Amerikai Egyesült Államok egyik vezető kommunikációs szaklapjának szerkesztője.
1990-től a telekommunikáció Bell Atlantic professzora volt a Temple Egyetemen, emellett elnökként szervezte és vezette az általa alapított Kulturális Környezet Mozgalmat (Cultural Environment Movement).
George Gerbner Amerikában élt, azonban Magyarországot nem felejtette el és a magyarországi társadalomtudományi műhelyekkel szoros kapcsolatot ápolt. Amikor az országba látogatott szakmai tanácsaival igyekezett az itteni intézetek munkáját támogatni. A fiatal kutatókat pedig segítette a nemzetközi tudományos életbe történő bekapcsolódásban.
2005. november végén rákos megbetegedést diagnosztizáltak nála, majd december 24-én a philadelphiai lakásában hunyt el.

## Kultivációs elmélet
"A kultiváció...nem más, mint a szimbolikus környezetben az interakció folyamatos megvalósulása, amely biztosítja a diskurzus és viselkedés közös fogalmait". George Gerbner szerint a mai szociális környezetünk vezető forrása a tömegmédia és ezen belül a televízió. Nagy részben ez határozza meg az emberek elképzelését a világról. Szerinte ez azért lehetséges, mert a korábbi közösségek felbomlottak, szétestek, megcsappantak.
A tömegmédia előtt az egyén világképét nem más alakította, mint a család, a közvetlen környezet, a közösségek, amelynek tagja volt. A környezet közös tapasztalataiból, gondolkodási sémáiból építkező történetek, mesék töltötték be ekkor a forrás szerepét. "A mesék szocializálnak minket a nemi, korosztálybeli, osztálybeli, foglalkozási és életmódbeli szerepekbe, és mutatnak modellt a konformitásra, és célokat a lázadásra. Ezek szövik a kulturális környezet egységes hálóját, ami alakítja és kultiválja a többségét annak, amit gondolunk, amit eszünk, ahogy intézzük dolgainkat"
A tömegkommunikációs eszközök betörésével mindez megváltozott. Az egyén most már olyan közösségekbe is beleláthat, amelyhez alapesetben nem férne hozzá. Ezen "mesélők" fő vonalait már nem a közvetlen környezet határozza meg, hanem a kereskedelmi és politikai érdekek. "A kulturális tömegtermelés olyan közönségeket termel, amely ízlését, nézeteit, vágyait a piaci törvényekhez igazítja, amely egyre inkább standardizált, és egyre kevésbé változatos és kritikus." Az egyén így legfőképp a legelterjedtebb nézeteket reflektálja.
Másik fontos tényező, hogy a közösségeket, amelybe tartozik, nagyrészt a tömegmédia hozza létre, a már említett vezérfonalak alapján, viszont ezek nem olyan stabilak, mint korábban. Amilyen könnyedén alakulnak, olyan könnyedén is bomlanak fel.
L.J. Shrum a kultivációs elmélet egy igen érdekes aspektusát villantotta meg. Vizsgálatai alapján a tévénéző emberek sokkal gyorsabban és tömörebben adnak választ a nekik feltett kérdésekre. Ez gyorsabb gondolkodást és speciális fogalmazási készséget feltételez. Eredményeit abszolúte a televíziózás pozitív hatásai közé sorolhatjuk, ill. a kultivációs elmélet alátámasztásának, viszont Shrum arra is figyelmeztet, hogy a televízió inkább megerősíti az egyén attitűdjeit, minthogy megváltoztatná azokat.
A kultivációs elmélettel kapcsolatban a leggyakrabban felmerült kritika az, hogy Gerbner nem vett figyelembe néhány fontos lehetséges tényezőt (pl.: iskolázottság, intelligenciaszint), amelyek csökkenthetik a tömegmédia hatásait. Továbbá az elmélet alapjaként szolgáló adatok gyűjtését is kritika éri: csupán kérdőívek által megszerzett adatok alapján nem lehet megfelelően alátámasztani egy hipotézist. A kérdőívek kitöltése során ugyanis az alanyok sokszor nem a teljes valóságot tüntetik fel, még akkor sem, ha mindezt névtelenül tehetik meg.

## Magyarul megjelent művei
- A kulturális mutatók; ford. Csepeli György; TK, Budapest, 1979; in: Műhely, X. évf. 33. száma
- A média rejtett üzenete. Válogatott tanulmányok; ford. Nagy Zsolt, előszó Terestyéni Tamás; Osiris–MTA-ELTE Kommunikációelméleti Kutatócsoport, Budapest, 2000 (Jel-kép könyvtár)